# Маркиз (театр)
«Марки́з» (англ. The Marquis Theatre) — бродвейский театр, расположенный на третьем этаже здания отеля «Нью-Йорк Марриотт Маркиз» — на пересечении Бродвея и 46-й улицы (около Таймс-сквер) в театральном квартале Манхэттена в Нью-Йорке, США. Управляется компанией «The Nederlander Organization».

## История
Для возведения здания отеля «Нью-Йорк Марриотт Маркиз» компании «Марриотт», следовало расчистить территорию, где находились пять бродвейских театров: «Фултон», «Астор» «Мороско», «Веселье» и «Драгоценный». В связи с этим муниципалитет Нью-Йорка разрешает разработчику-архитектору Джону С. Портману младшему снести существующие театры и на их месте поставить здание отеля, если только в его структуру будет включён хотя бы один театр.
«Маркиз» открылся 9 июля 1986 года серией концертов Ширли Бэсси.
Мюзикл «Эвита» до сих пор держит рекорд театра по недельному кассовому сбору: постановка собрала 1 586 902 доллара за неделю (восемь спектаклей), заканчивающуюся 10 мая 2012 года.

## Постановки
- 1986: «Я и моя девушка» (бродвейская премьера)
- 1990: «Сёгун»
- 1991: «Цыган», «Ник и Норма»
- 1992: «Человек из Ла Манчи»
- 1993: «До свидания, дорогая»
- 1994: «Чёртовы янки»
- 1995: «Виктор/Виктория»
- 1998: «The Capeman»
- 1999: «Энни получает ваше оружие»
- 2002: «Весьма современная Милли»
- 2004: «Клетка для чудаков»
- 2005: «Женщина в белом»
- 2006: «Сонный сопровождающий»
- 2008: «Плакса», «Белое рождество»
- 2009: «Душа Шаолиня», «С девяти до пяти», «Белое рождество»
- 2010: «Come Fly Away»
- 2011: «Страна чудес: Новая Алиса», «Безумие»
- 2012: «Эвита»
- 2013: «Джекилл и Хайд»
- 2014: «Иллюзионисты»